# Estrada

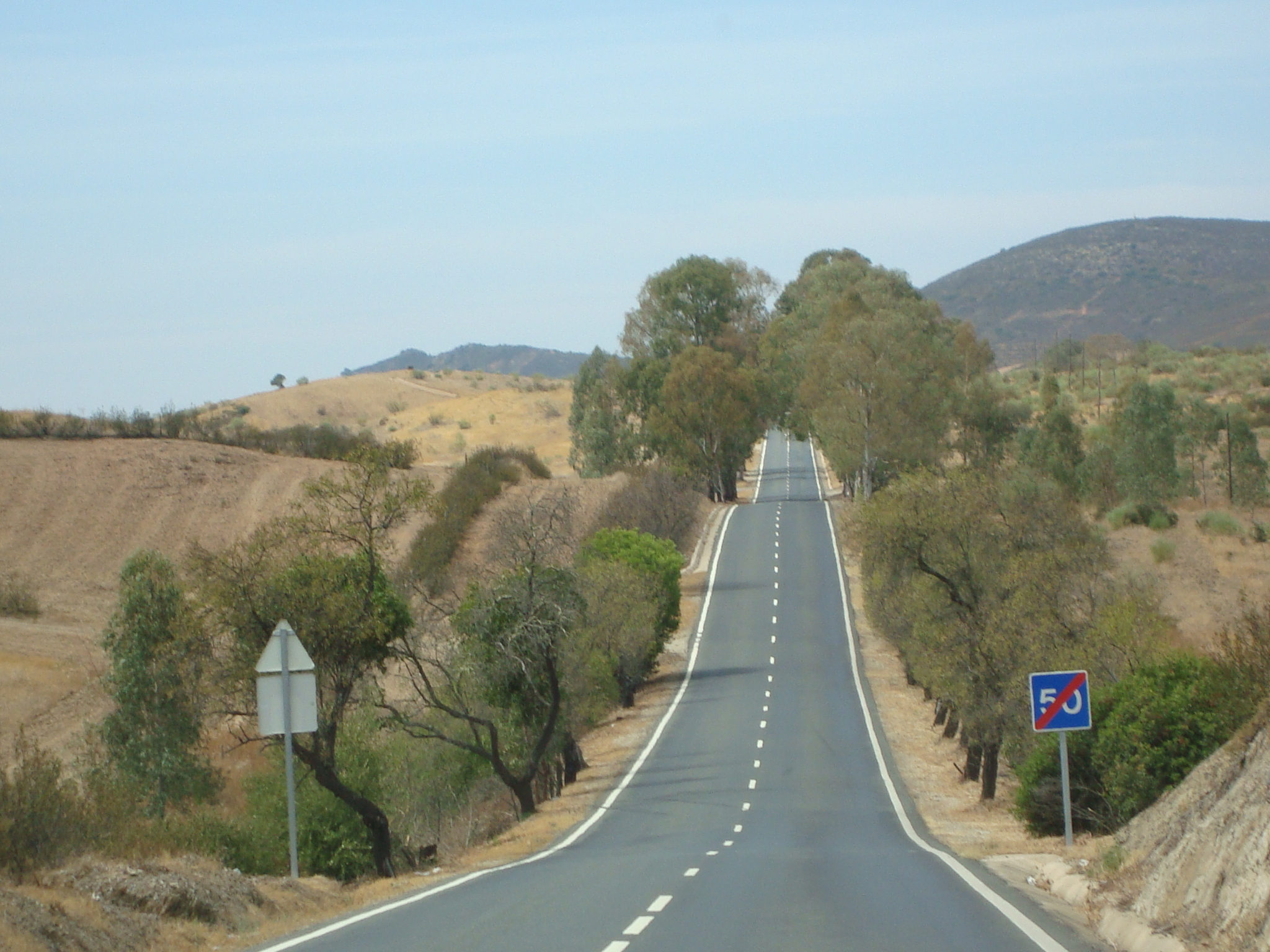
Trecho da rodovia EN122, no Alentejo, Portugal.

Estrada, de acordo com a definição do Dicionário Houaiss é um caminho, que atravessa certa extensão territorial, ligando dois ou mais pontos, e através da qual as pessoas, animais ou veículos transitam.

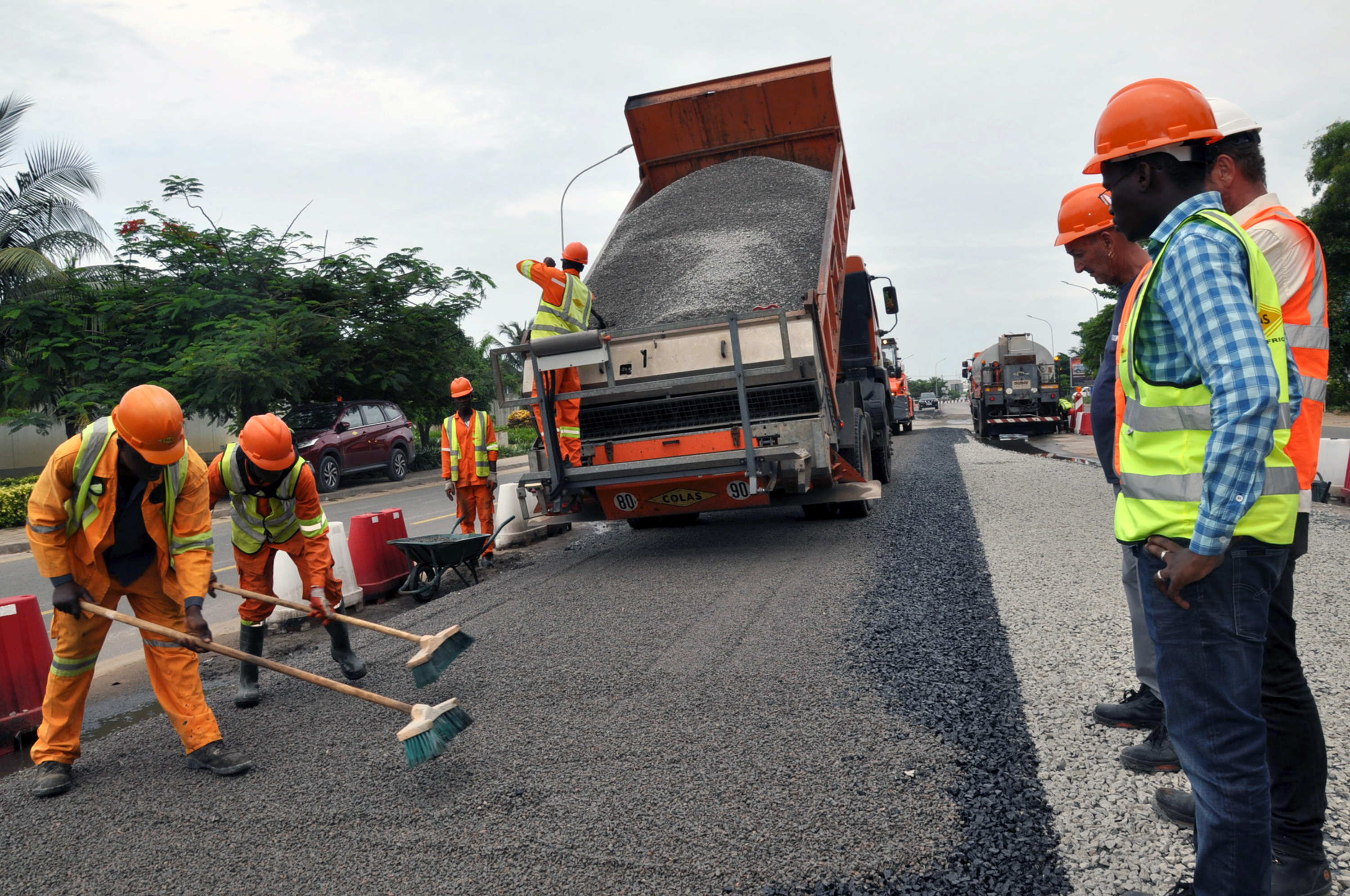
Construção de uma estrada em Benin.

O Código de Trânsito do Brasil define estrada como uma "via rural não pavimentada", ao contrário de uma rodovia, que seria pavimentada. Por outro lado, a estrada distingue-se de um simples caminho pois é concebida para a circulação de veículos de transporte.
Um dos grandes impulsionadores da evolução rodoviária foram os romanos, deixando até hoje (e ainda em boas condições) uma larga rede de estradas, a típica estrada romana.